# Terre-de-Bas
Terre-de-Bas är en kommun i det franska utomeuropeiska departementet Guadeloupe i Västindien. År 2022 hade kommunen 895 invånare. Kommunen består av ön Terre-de-Bas och kringliggande småöar. De två största byarna i kommunen är Grande Anse och Petites-Anse. 

## Befolkningsutveckling
Antalet invånare i kommunen Terre-de-Bas
| Referens: INSEE |